# Generalna Konfederacja Greckich Pracowników
Generalna Konfederacja Greckich Pracowników (gr. Γενική Συνομοσπονδία Εργατων Ελλάδας, GSEE lub  Γ.Σ.Ε.Ε) – grecka centrala związkowa działająca od 1918.      

## Historia
GSEE została założona podczas I Ogólnogreckiego Kongresu Pracy, który rozpocząć się w Atenach 21 października, a zakończył w Pireusie 28 października 1918. Uczestniczyły w nim 44 związki zawodowe reprezentujące 60 000 zorganizowanych pracowników.. w 1930 doszło do rozłamu, kiedy ze związku odeszli socjaliści-reformiści.
GSEE utworzył w 2000 Centrum Informacji dla Zatrudnionych i Bezrobotnych z siedzibą w Atenach. Zatrudnia doświadczony i wyspecjalizowany personel, który świadczy spersonalizowane usługi informacyjne pracownikom, Grekom i migrantom zarobkowym w zakresie stosowania przepisów prawa pracy, ubezpieczeń i imigracji. Posiada następujące biura:
- Biuro Stosunków Pracy
- Biuro Spraw Ubezpieczeniowych
- Biuro ds. Imigrantów Ekonomicznych
- Urząd Pracy
- Biuro Doradztwa
- Biuro Wsparcia
- Obsługa prawna